# Gerrit Voorting
Gerardus Petrus "Gerrit" Voorting, född 18 januari 1923 i Velsen, död 30 januari 2015 i Heemskerk, var en nederländsk tävlingscyklist.
Voorting blev olympisk silvermedaljör i linjeloppet vid sommarspelen 1948 i London.